# IC 4160
IC 4160 ist eine Spiralgalaxie vom Hubble-Typ S im Sternbild Coma Berenices am Nordsternhimmel, die schätzungsweise 823 Millionen Lichtjahre von der Milchstraße entfernt ist.
Das Objekt wurde am 27. Januar 1904 von Max Wolf entdeckt.